# Tremadociense
| Era Eratema | Periodo Sistema | Época Serie         | Edad Piso                  | Inicio, en millones de años |
| ----------- | --------------- | ------------------- | -------------------------- | --------------------------- |
| Paleozoico  | Pérmico         | Pérmico             | Pérmico                    | 298,9±0,15                  |
| Paleozoico  | Carbonífero     | Carbonífero         | Carbonífero                | 358,86±0,19                 |
| Paleozoico  | Devónico        | Devónico            | Devónico                   | 419,62±1,36                 |
| Paleozoico  | Silúrico        | Silúrico            | Silúrico                   | 443,1±0,9                   |
| Paleozoico  | Ordovícico      | Superior / Tardío   | Hirnantiense Hirnantiano   | 445,2±0,9                   |
| Paleozoico  | Ordovícico      | Superior / Tardío   | Katiense Katiano           | 452,8±0,7                   |
| Paleozoico  | Ordovícico      | Superior / Tardío   | Sandbiense Sandbiano       | 458,2±0,7                   |
| Paleozoico  | Ordovícico      | Medio               | Darriwiliense Darriwiliano | 469,4±0,9                   |
| Paleozoico  | Ordovícico      | Medio               | Dapingiense Dapingiano     | 471,3±1,0                   |
| Paleozoico  | Ordovícico      | Inferior / Temprano | Floiense Floiano           | 477,1±1,2                   |
| Paleozoico  | Ordovícico      | Inferior / Temprano | Tremadociense Tremadociano | 486,8±1,5                   |
| Paleozoico  | Cámbrico        | Cámbrico            | Cámbrico                   | 538,8±0,6                   |

El Tremadociense o Tremadociano es el primer piso y edad del Ordovícico Inferior/Temprano en la escala temporal geológica. Sucede al piso 10 del Cámbrico (último piso del Cámbrico, pendiente de recibir un nombre formal) y precede al Floiense. Se inició hace unos 486,8 millones de años y terminó hace unos 477,1 millones de años.
El nombre Tremadociense procede de la población de Tremadoc (hoy Tremadog) en el condado de Gwynedd (Gales, Reino Unido). Fue introducido como «grupo Tremadoc» en la literatura científica por Adam Sedgwick en 1846 y posteriormente usado para nombrar la primera serie del Ordovícico, uso hoy obsoleto.

## Sección estratotipo y punto de límite global (GSSP)

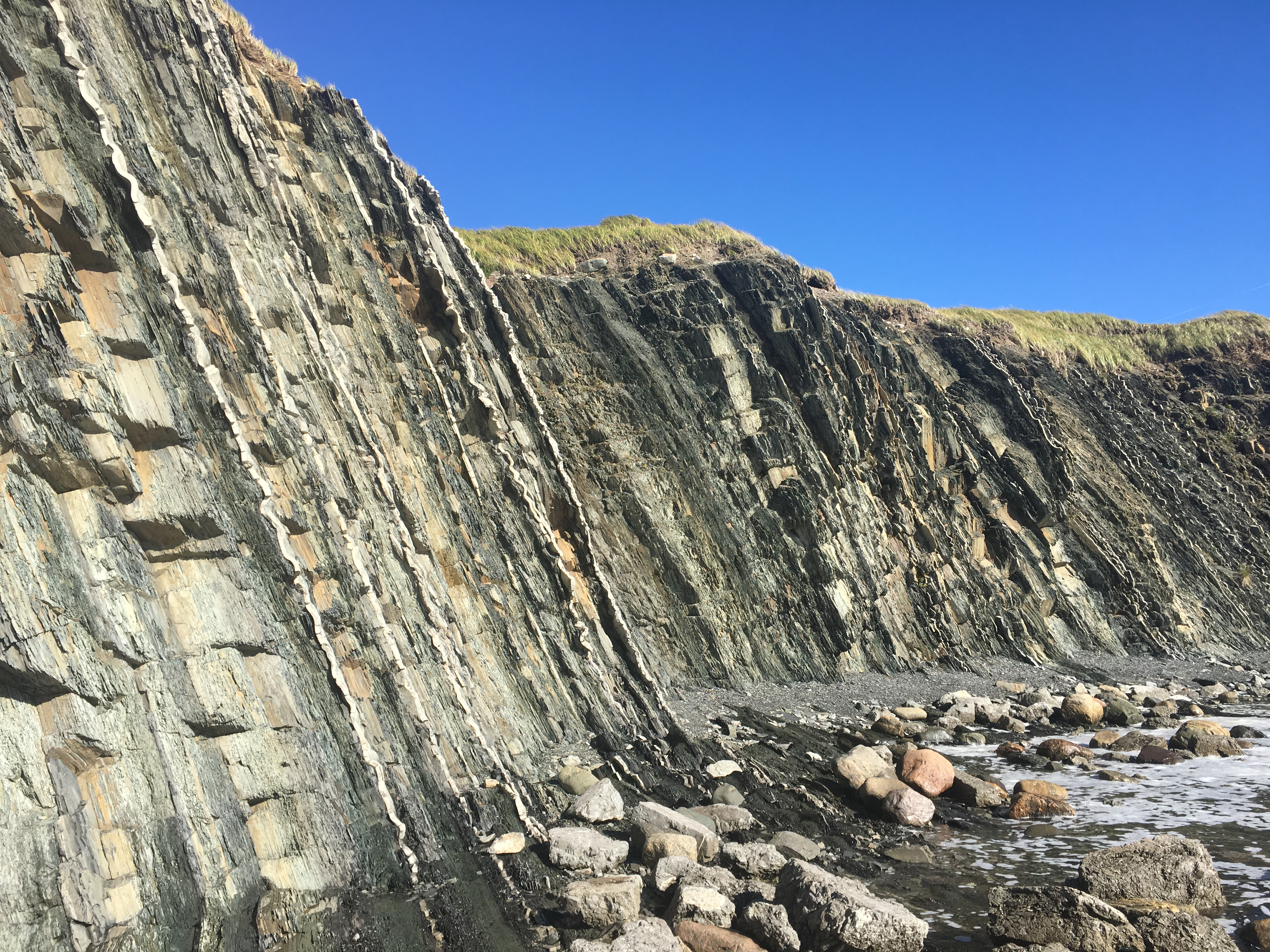
Acantilados de Green Point (Canadá), ubicación del GSSP

La sección estratotipo y punto de límite global (GSSP) para la base del piso Tremadociense, y por tanto de la serie Ordovícico Inferior y del sistema Ordovícico, está situado en la sección Green Point, junto a la población de Sally's Cove, en el parque nacional Gros Morne, en el oeste de la isla de Terranova (provincia de Terranova y Labrador, Canadá). Se caracteriza por la primera aparición del conodonto Iapetognathus fluctivagus. El piso y el GSSP fueron aprobados por la Comisión Internacional de Estratigrafía en noviembre de 1999 y ratificados por la Unión Internacional de Ciencias Geológicas en enero de 2000.
El techo del Tremadociense se define por el GSSP de la base del Floiense, que se caracteriza por la primera aparición del  graptolito Tetragraptus approximatus.

## Correlaciones regionales
En América del Norte coincide con el primer piso regional del Ordovícico, el Gasconadiano.

## Paleobiología
El límite Cámbrico-Ordovícico está marcado por la extinción masiva del Cámbrico-Ordovícico, en la que se extinguieron muchos braquiópodos, conodontos y se redujo severamente el número de especies de trilobites. En general se mantuvo la biodiversidad del Cámbrico. La radiación evolutiva posterior triplicó la cantidad de géneros durante el Ordovícico (el gran evento de biodiversificación del Ordovícico) se inicia lentamente durante el Tremadociense.
Los graptolitos planctónicos, un importante grupo de fósles guía, aparecen durante el Tremadociense.

## Nivel del mar y clima
El Ordovícico Temprano, en general, fue una época de transgresión. El clima se estaba enfriando lentamente a lo largo del Ordovícico.